# Thomas Hartung (Journalist)
Thomas Hartung (* 18. März 1962 in Erfurt) ist ein deutscher Germanist, Journalist und Politiker (AfD).

## Leben
Hartung leistete nach dem Abitur 1980 an der Humboldt-Oberschule Erfurt von 1980 bis 1983 seinen Wehrdienst bei der NVA.
Von 1983 bis 1988 studierte er Germanistik und Geschichte auf Lehramt an der Pädagogischen Hochschule „Erich Weinert“ Magdeburg (Diplom-Pädagoge). Auslandsaufenthalte führten ihn an die Pädagogische Hochschule Charkow in der Sowjetunion sowie an die Universität Gdansk. Von 1988 bis 1992 war er Promotionsstudent am Institut für Germanistik in Magdeburg und wurde 1992 mit der Dissertation Die Science-fiction der DDR von 1980 bis 1990. Eine unterhaltungsliterarische Bestandsaufnahme unter thematischem und wirkungsspezifischem Aspekt zum Dr. phil. (mit cum laude) promoviert. 1992 war er kurzzeitig wissenschaftlicher Mitarbeiter und Projektleiter an der Otto-von-Guericke-Universität Magdeburg.
Ab 1990 arbeitete er nebenberuflich als freier Journalist für die Tageszeitung Volksstimme Magdeburg sowie die Hörfunksender MDR 1 Sachsen-Anhalt und MDR Kultur, später als Redakteur Nachrichten bei Radio SAW (1992–1993) und Antenne Sachsen (1993–1995). 1995 war er als Geschäftsführer für den Verein „Junge Medien Sachsen“ in Dresden tätig. Von 1995 bis 2001 arbeitete er in wechselnden Funktionen, so als Chef vom Dienst und Redakteur der Geschäftsführung, für Sachsen Fernsehen. Hartung produzierte 1998 an der Technischen Universität Dresden das erste ostdeutsche Universitätsmagazin 035eins sowie 2001 – als Studioleiter des SAEK Bautzen – das erste TV-Magazin in obersorbischer Sprache Serbske Wokno.
Von 2002 bis 2014 war Thomas Hartung als Lehrbeauftragter für Journalistik, Medienproduktion und Marketingkommunikation an Universitäten, Hochschulen und Akademien tätig. Kurzzeitig war er auch Leiter Presse/PR des Messeveranstalters TMS Dresden. Außerdem arbeitet er als Referent und Trainer, u. a. für die sächsischen Weinhoheiten, sowie ehrenamtlich in drei Dresdner IHK-Prüfungskommissionen. Er war über zwei Jahrzehnte Mitglied des Nationalen Kuratoriums des Kurd-Laßwitz-Preises.
2013 gründete er mit Frauke Petry den Landesverband Sachsen der Partei Alternative für Deutschland und wurde 1. stellv. Landesvorsitzender. Im Juni 2014 löste er in der Netzgemeinde durch abwertende Äußerungen über den spanischen Lehrer Pablo Pineda Ferrer mit Down-Syndrom auf seinem eigenen Facebook-Profil einen sogenannten Shitstorm aus. In der Folge legte Hartung am 25. Juni 2014 alle Parteiämter in der AfD und die Landtags-Kandidatur nieder. Die Technische Universität Dresden teilte mit, Hartung mit sofortiger Wirkung von seinen Aufgaben zu entbinden.
Vom 20. Dezember 2014 bis zum 28. Januar 2015 leistete er die Pressearbeit für Pegida. Seit März 2016 gehörte er wieder dem AfD-Landesvorstand an und arbeitete bis 2019 für die Landtagsfraktion. Am 7. November 2016 wurde er zum Direktkandidaten für den Bundestagswahlkreis Dresden II – Bautzen II nominiert. Die Wahl wurde vor dem Landesschiedsgericht erfolgreich angefochten, und bei der Wiederholung im Januar unterlag er Stefan Vogel, dem AfD-Fraktionschef im Dresdner Stadtrat.
Am 27. September 2017 erklärte Hartung seinen Rücktritt als stellvertretender Landesvorsitzender und Pressesprecher der AfD Sachsen, nachdem am Tag zuvor Frauke Petry, Uwe Wurlitzer und Kirsten Muster die AfD-Landtagsfraktion verlassen hatten. Von ihm stammt die Beschlussfassung des „Regierungsprogramms 2019“ der AfD Sachsen zu der Landtagswahl in Sachsen 2019. Als Listenkandidat gehörte er zu den 31 von der Landeswahlkommission gestrichenen AfD-Kandidaten.
Seit 2019 veröffentlichte er drei Bücher mit Beobachtungen eines Konservativen über Deutschland.
Seit 1. März 2020 ist er Pressesprecher der AfD-Landtagsfraktion Baden-Württemberg. Im Frühjahr 2024 nominierte ihn die Fraktion einstimmig zur Wahl als Mitglied des Verfassungsgerichtshofs Baden-Württemberg ohne Befähigung zum Richteramt, nachdem die 2018 auf AfD-Vorschlag gewählte Vorgängerin Sabine Reger verstorben war. Einen Tag vor der Wahl hatten die Landtagsfraktionen von Grünen, CDU, SPD und FDP gemeinsam den Vorsitzenden der israelitischen Religionsgemeinschaft Baden, Rami Suliman, für den Posten nominiert. Aus Protest blieb die AfD-Fraktion der Wahl fern, schließlich wurde Suliman gewählt.
Seit 2024 ist Hartung Mitglied des Kreistags des Landkreises Böblingen und des Gemeinderats von Leonberg.

## Auszeichnungen
- Vier SLM-Fernsehpreise in der Kategorie „Magazin“ (1998–2001)
- Silberne Ehrennadel der IHK Dresden (2021) für „20 Jahre Prüfungstätigkeit und große Verdienste im Rahmen der beruflichen Aus- und Weiterbildung“

## Veröffentlichungen
- Die Science-fiction der DDR von 1980 bis 1990. Hellmuth-Block-Verlag, Magdeburg 1992, ISBN 3-910173-05-5.
- mit Rika Fleck: Lokalfernsehen. In: Heidi Krömker, Paul Klimsa (Hrsg.): Handbuch Medienproduktion. Produktion von Film, Fernsehen, Hörfunk, Print, Internet, Mobilfunk und Musik. VS Verlag für Sozialwissenschaften, Wiesbaden 2005, ISBN 3-531-14031-0, S. 181 ff.
- Wie stehts um Deutschland. Beobachtungen eines Konservativen. Mit einem Vorwort von Erika Steinbach. Weltbuch-Verlag Dresden/Sargans 2019.
- Zöpfe, Blutwurst und Kartoffeln. Neue Beobachtungen eines Konservativen. Weltbuch-Verlag Dresden/Sargans 2019.
- Ein Land dreht Rot. Neueste Beobachtungen eines Konservativen. Weltbuch-Verlag Dresden/Sargans 2021.